# Małgorzata Szumowska
Małgorzata Szumowska (* 26. února 1973 Krakov) je polská režisérka, scenáristka a filmová producentka.

## Život
Szumowska se narodina 26. února 1973 v Krakově jako dcera spisovatelky Doroty Terakowské a novináře Mateusze Kościukiewicze. V roce 1998 Szumowska absolvovala režii na PWSFTviT v Lodži, přičemž před nástupem do filmové školy studovala dva roky kunsthistorii na Jagellonské univerzitě v Krakově.

## Dílo
Svůj první významný snímek režisérka natočila již během svých studií – krátký dokumentární film Ticho (1997), který měl premiéru na festivalu v Cannes v roce 1998. Szumowska debutovala v roce 2000 celovečerním filmem Šťastný člověk, který byl nominován na Evropskou filmovou cenu. Tento film vyvolal zájem a bouřlivé diskuse v Polsku i v zahraničí. Od roku 2001 patří mezi členy Evropské filmové akademie.
Scénář druhého celovečerního filmu získal ocenění na americkém filmovém festivalu Sundance v rámci soutěžní sekce NHK International. Film Ono získal nominaci na Evropskou filmovou cenu v roce 2004. Od roku 2004 své filmy pravidelně uvádí na Berlinale.
V roce 2008 Szumowska natočila autobiografický film 33 scén ze života, za který získala Zvláštní cenu na festivalu v Locarno. Od roku 2009 patří do produkční společnosti Zentropa a vede polské oddělení této firmy. Byla taktéž koproducentkou filmu Antikrist dánského režiséra Larse von Triera.
Film Tělo (2015) měl premiéru během 65. MFF Berlinale, kde v hlavní soutěži získal cenu za režii. Za stejný snímek Szumowska získala Evropskou filmovou cenu. Během 66. festivalu Berlinale byla v porotě pod vedením Meryl Streepové. V roce 2008 patřila mezi členy jury pod vedením mexického režiséra Guillerma del Toro během 75. festivalu v Benátkách.
Sponsoring byl prvním filmem, který režisérka natočila v roce 2011 v zahraničí. Její další film Ve jménu... (2013) získal cenu Teddy za nejlepší film s queer tematikou na Berlinale.  Předposlední film Szumovské Tvář (2018) získal hlavní cenu festivalu v Berlině a byl uveden také v českých kinech.
Od července 2017 Małgorzata Szumowska podporuje Kampaň proti homofobii. Také spolupracuje s Anjou Rubik na projektu #sexedpl. V rámci této kampaně režisérka nahrála krátký film na téma masturbace.

## Tvorba a styl
Szumowska se vyznačuje osobitým nekomerčním přístupem ke svým projektům. Do hloubky se zabývá vážnými společenskými tématy, o nichž se veřejně tolik nemluví a mohou být značně polarizující. Například ve filmu Ono (Stranger, 2004) jde o situaci mladé těhotné ženy řešící následky odmítnutí potratu, Ve jménu… (W imie…, 2013) nahlíží na kontroverzní téma homosexuality katolických kněží a snímek Tělo (Cialo, 2015) je zas rodinným dramatem, které na třech různých postavách alegoricky vyobrazuje rozdílné vztahy mezi člověkem a svým tělem.
Všechny filmy této polské režisérky jsou tedy velice aktuální a komentují současnou sociálně-politickou situaci jak ve světě, tak především v jejím rodném Polsku. Tomu je tak v jejích filmech nastavováno poměrně drsné zrcadlo, avšak s jistým nadhledem, humorem a lehkostí, která v kombinaci s odvážnými depresivními tématy utváří charakteristický styl této režisérky.
Její styl osciluje na hranici mezi kýčovitostí, symbolikou a sofistikovaností. Formálně pracuje i s užíváním některých méně tradičních filmových postupů. Ve filmu Tvář (Twarz, 2018) je to například práce s neostrostí záběrů v kombinací se slow motion.

## Filmografie
- 2000: Šťastný člověk
- 2004: Ono
- 2004: Crossroad, kratkometražní film, cyklus Visions of Europe

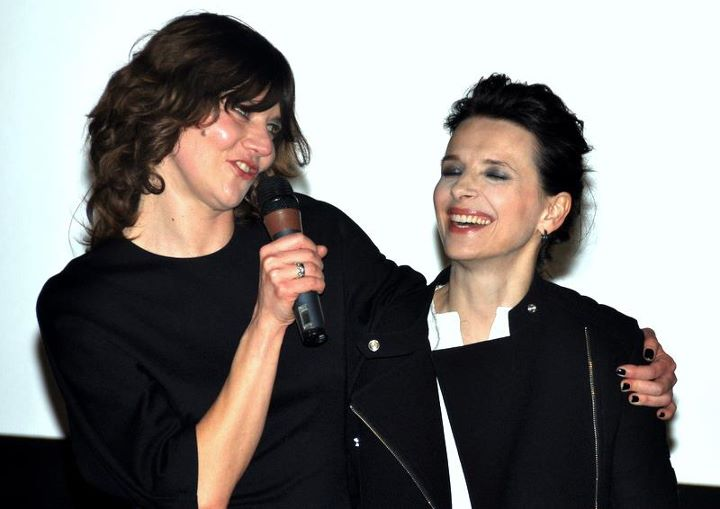
Malgorzata Szumowska s herečkou Juliette Binoche v roce 2012

- Malgorzata Szumowska s herečkou Juliette Binoche v roce 20122005: Otec (cyklus Solidarita, solidarita)
- 2008: 33 scény ze života
- 2011: Sponsoring
- 2013: Ve jménu…
- 2015: Tělo
- 2018: Tvář
- 2019: Další jehňátko
- 2020: Sněžit už nikdy nebude
- 2020: All Inclusive
- 2022: Soeurs
- 2022: Nekonečná bouře